# Zijad Duraković
Zijad Duraković, bosansko-hrvaški zdravnik, pedagog in akademik, * 4. marec 1943.
Duraković je predavatelj na Medicinski fakulteti v Zagrebu in član Hrvaške akademije znanosti in umetnosti ter Akademije za medicinske znanosti Hrvaške.
Njegova dva brata Senadin in Asaf, sta oba doktorja in univerzitetna profesorja.